# مارك تايلور (لاعب كريكت)
مارك تايلور (27 أكتوبر 1964 في أستراليا - ) (بالإنجليزية: Mark Taylor)‏ هو لاعب كريكت أسترالي. شارك مع منتخب أستراليا الوطني للكريكت. أما مع النوادي، فقد لعب مع فريق جنوب ويلز الجديد للكريكت ‏.

## وصلات خارجية
- مارك تايلور على موقع إي آس بي آن كريك إنفو (الإنجليزية)
- مارك تايلور على موقع قاعة أستراليا للمشاهير الرياضية (الإنجليزية)